# Žitná-Radiša
Žitná-Radiša (in ungherese: Búzásradosa) è un comune della Slovacchia facente parte del distretto di Bánovce nad Bebravou, nella regione di Trenčín.